# Archeologia delle acque interne

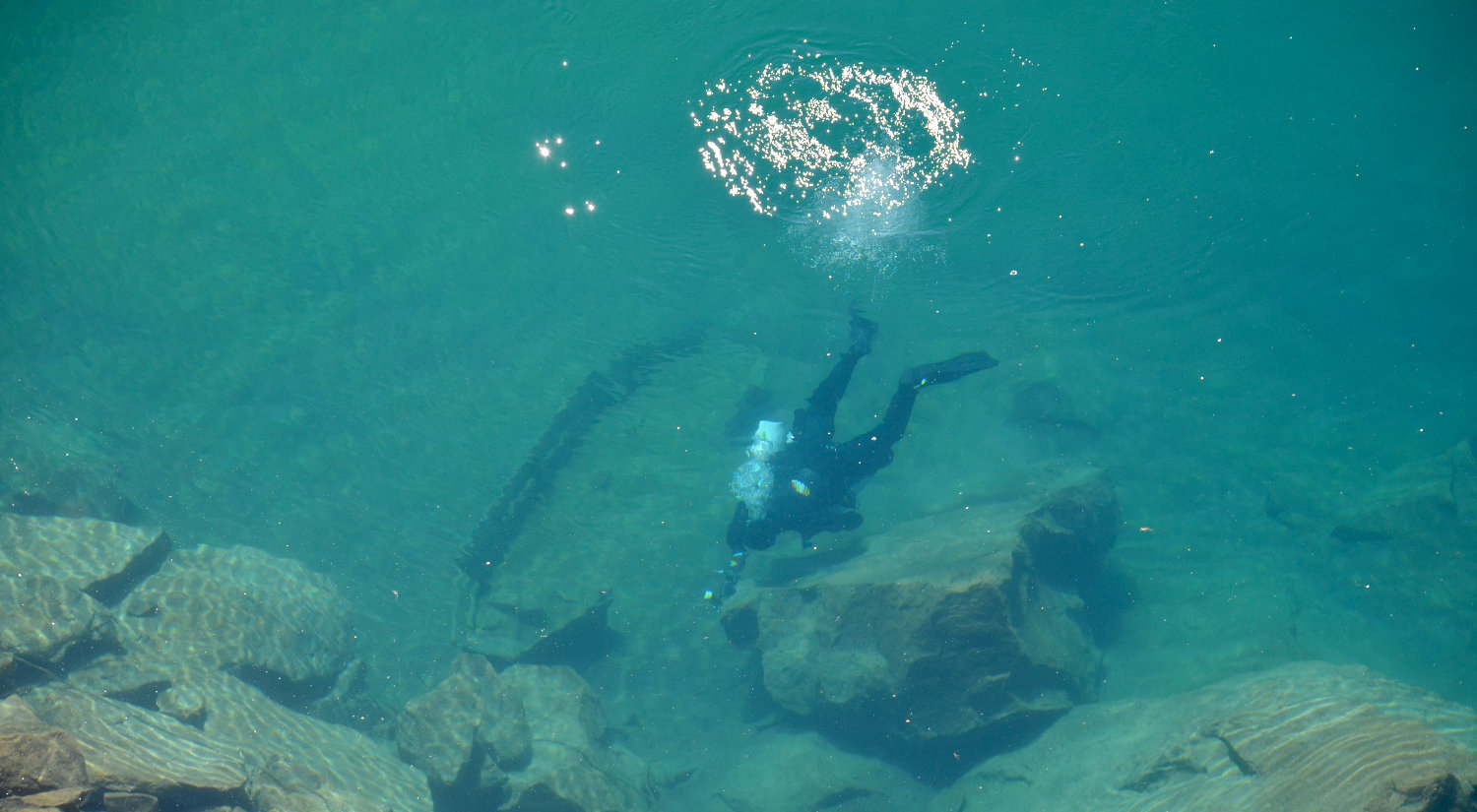
La documentazione 3D del relitto della barca costruita dagli Alpini del Battaglione Edolo (prima guerra mondiale), nelle acque del lago del Mandrone in Val Genova

L'archeologia delle acque interne è la branca dell'archeologia subacquea che si occupa di laghi, fiumi e lagune. 

## Caratteristiche
L'archeologia delle acque interne si differenzia essenzialmente dall'archeologia subacquea di ambito marino ed ognuno degli ambienti di cui si occupa può essere oggetto di ulteriori specializzazioni. Le principali differenze rispetto all'archeologia subacquea classica (marina) sono infatti dettate dalle caratteristiche degli ambienti indagati, che possono comportare approcci anche sensibilmente diversi dal punto di vista delle tecniche investigative, delle attrezzature utilizzate e dell'assistenza logistica alle operazioni archeologiche. In linea generale le principali peculiarità ambientali da considerare per le missioni di archeologia subacquea delle acque interne sono: scarsa visibilità (in tutti i contesti), basse temperature (laghi e fiumi), presenza di forti correnti (fiumi), altitudine (laghi). 